# Kienkièga
Kienkièga est une localité située dans le département de Bartiébougou de la province de la Komondjari dans la région Est au Burkina Faso.

## Santé et éducation
Le centre de soins le plus proche de Kienkièga est le centre de santé et de promotion sociale (CSPS) de Bartiébougou tandis que le centre médical avec antenne chirurgicale (CMA) se trouve à Gayéri.
Le village possède une école primaire publique.